# Садове (Кетовський район)
Садо́ве (рос. Садовое) — село у складі Кетовського району Курганської області, Росія. Адміністративний центр Садовської сільської ради.
Населення — 1938 осіб (2010, 1939 у 2002).